# Nichioh Maru
Die Nichioh Maru ist ein 2011/2012 gebautes, umweltfreundliches RoRo-Schiff. Sie fährt für den Nitto-Kaiun-Konzern unter der Flagge von Japan und transportiert Nissan-Fahrzeuge von Japan nach Kanada.

## Geschichte
Die Nichioh Maru wurde auf der Werft Shin Kurushima Dockyard Co. unter der Baunummer 5677 gebaut. Die Kiellegung fand am 31. Mai, der Stapellauf am 7. September 2011 statt. Die Fertigstellung des Schiffes erfolgte am 23. Januar 2012.

## Technische Daten
Ein langsamlaufender Kreuzkopfzweitakt-Dieselmotor vom Typ MAN B&W 8S50ME-C8 mit einer Nennleistung von 13.280 kW dient als Antrieb. Das Schiff erreicht damit eine Geschwindigkeit von 21 Knoten. 

## Besonderheiten
Das Schiff wurde besonders umweltfreundlich gebaut und erhielt als Besonderheiten Solarzellen mit einer Nennleistung von 50 kW an Deck und eine LED-Beleuchtung im Laderaum und in den Arbeits- und Wohnbereichen. Außerdem wurde eine die Reibung mindernde Farbe für den Rumpfanstrich verwendet. Alle diese Maßnahmen dienen dazu, den Kraftstoffverbrauch und damit die CO2-Emissionen zu mindern.